# 선종 (고려)
선종 왕운(宣宗, 1049년 10월 15일 (음력 9월 10일), 율리우스력 10월 9일 ~ 1094년 6월 23일 (음력 5월 2일), 율리우스력 6월 17일)은 고려의 제13대 국왕(재위: 1083년 12월 12일 (음력 10월 24일), 율리우스력 12월 6일 ~ 1094년 6월 23일)이다.
휘는 운(運), 초명은 증(蒸) 또는 기(祈)이다. 자는 계천(繼天), 묘호는 선종(宣宗), 시호는 관인현순안성사효대왕(寬仁顯順安成思孝大王), 능호는 인릉(仁陵)이다. 문종과 인예태후(仁睿太后) 이씨(李氏)의 아들이다. 국원공에 책봉되었다가 친형 순종이 3개월만에 요절하여 왕위를 계승하였다. 아버지 문종 못지 않은 훌륭한 국왕이자 명군이였다.

## 생애
1049년 10월 15일(음력 9월 10일) 경자일에 태어 났다.
고려 문종의 둘째 아들로 인예왕후 소생이었다. 처음 이름은 증(蒸) 또는 기(祈)이다. 글을 잘 썼고 시도 잘 지었다. 부왕 문종에 의해 국원공(國原公)에 봉해졌으며, 1083년 형 순종이 병약하여 재위 3개월 만에 병사하자 바로 왕위를 계승하였다.
선종의 집권기는 불교와 유교의 균형적인 발전을 토대로 매우 안정되었으며, 외교에서도 거란을 포함한 송, 일본, 여진 등과 광범위한 교역을 추진하며 주도권을 행사하였다. 
1084년(선종 1년)에는 승과를 설치하고 불교를 장려하였으며, 변경을 지키는 사졸들에게 저고리와 바지를 하사하였다.
1085년(선종 2년) 왕의 아우 의천(義天)이 몰래 송나라에 들어가 2년 동안 불법을 공부하고 돌아오자 송나라에서 항의하였으나 선종은 사절을 보내 이를 무마시켰다. 의천을 태운 배가 예성강 포구에 도착하자 선종은 친히 마중나가 환영의식을 성대하게 하였는데 의천은 불경과 경서 1,000권을 바쳤고, 흥왕사(興王寺)에 교장도감(敎藏都監)을 세울 것을 건의하였으며, 송, 요, 일본 등지에서 서적을 사들여 거의 4,000여 권에 달하였는데 모두 간행하게 하였다. 
1089년(선종 6년) 회경전에 13층 금탑을 세우고, 인예왕후의 청에 따라 천태종(天台宗)의 중심사찰인 국청사를 짓게 하였다.
1091년(선종 8년) 예부의 주장으로 국학에 72현의 상을 벽에 그려 붙였는데, 그 차례는 송나라 국자감의 예를 따르고, 그 복장은 10철(十哲)을 모방하게 하였다.
1092년(선종 9년) 병이 들어 의원이 처방한 약을 먹고 문득 시를 지었는데 “약효가 있고 없음이야 무엇을 염려하랴. 덧없는 인생 시작이 있었으니 어찌 끝이 없으리. 오직 원하는 것은 여러 가지 선행을 닦아 청청한 곳에 올라 부처에게 예를 드림이네.”라는 구절이 있어 만백성이 안타까워 하였다. 
1094년(선종 11년) 2월, 열병식을 한 뒤 향년 46세로 승하하였다. 능은 개성 성동(城東)에 있는 인릉(仁陵)이며, 시호는 사효(思孝)이다.

## 이후
선종 사후, 아들인 헌종이 즉위했으나 선종의 동생인 숙종에 의해 강제 폐위되는 일이 일어 났다.

## 가족 관계
| 1049년 10월 15일 (음력 9월 10일) 고려 개경 정전 | 1094년 6월 23일 (음력 5월 2일) (44세) 고려 개경 연영전 |

|    |                             | 생몰년          | 부모                                              | 비고        |
| -- | --------------------------- | --------------- | ------------------------------------------------- | ----------- |
| 부 | 문종 文宗                   | 1019년 - 1083년 | 현종 顯宗 원혜왕후 김씨 元惠王后 金氏             | 제11대 국왕 |
| 모 | 인예태후 이씨 仁叡太后 李氏 | 미상 - 1092년   | 이자연 李子淵 계림국대부인 김씨 鷄林國大夫人 金氏 |             |

| 시호  | 시호                                          | 본관 | 생몰년        | 부모                                            | 비고                 |
| ----- | --------------------------------------------- | ---- | ------------- | ----------------------------------------------- | -------------------- |
| 제1비 | 사숙왕후 이씨 思肅王后 李氏 사숙태후 思肅太后 | 인주 | 미상 - 1107년 | 이석 李碩 강릉군부대부인 왕씨 江陵郡大夫人 王氏 |                      |
| 제2비 | 정신현비 이씨 貞信賢妃 李氏 국원공비 國原公妃 | 인주 | 미상          | 이예 李預 상궁 왕씨 尙宮 王氏                   |                      |
| 후궁  | 원신궁주 이씨 元信宮主 李氏                   | 인주 | 생몰년 미상   | 이정 李頲 상당현군 왕씨 上黨縣君 王氏           | 이자의의 난으로 유배 |

|   |               | 이름  | 생몰년          | 생모          | 배우자 | 비고                 |
| - | ------------- | ----- | --------------- | ------------- | ------ | -------------------- |
| 1 | 헌종 獻宗     | 욱 昱 | 1084년 - 1097년 | 사숙왕후 이씨 | 미혼   | 제14대 국왕          |
| 2 | 한산후 漢山侯 | 윤 昀 | 미상            | 원신궁주 이씨 | 미상   | 이자의의 난으로 유배 |
| 3 | ▨▨군 ▨▨君     | 미상  | 미상            | 미상          | 미혼   | 조졸                 |
| 4 | ▨▨군 ▨▨君     | 미상  | 미상            | 미상          | 미혼   | 조졸                 |

|   |                                     | 생몰년          | 생모          | 배우자    | 비고           |
| - | ----------------------------------- | --------------- | ------------- | --------- | -------------- |
| 1 | 경화왕후 敬和王后 연화공주 延和公主 | 1079년 - 1109년 | 정신현비 이씨 | 예종 睿宗 | 예종의 제1왕후 |
| 2 | 수안택주 遂安宅主                   | 1088년 - 1128년 | 사숙왕후 이씨 | 미혼      |                |
| 3 | ▨▨공주 ▨▨公主                       | 미상            | 사숙왕후 이씨 | 미혼      |                |

## 같이 보기
- 사숙왕후
- 헌종
- 한산후
- 숙종

### 주해
1. ↑  일부에 의하면 회순왕후 소씨 (懷純王后 蘇氏)라는 왕비가 있다고 하나 《고려사》, 《고려사절요》를 비롯한 모든 역사서와 금석문에 그 존재가 전혀 나타나고 있지 않아 실재가 불분명하고 오로지진주 소씨 문중의 글에서만 존재가 확인됨.